# Volksstaat Hessen
De Volksstaat Hessen (Duits Volksstaat Hessen) was een staat in Duitsland die bestond van 1918 tot 1945.

## Geschiedenis
Na de Eerste Wereldoorlog werd groothertog Ernst Lodewijk van het Groothertogdom Hessen op 9 november 1918 niet formeel afgezet maar terzijde gesteld door opstandige militairen tijdens de Novemberrevolutie die de Volksstaat Hessen uitriepen. Op 9 december werd de arbeiders- en soldatenraad vervangen door de volksraad voor de republiek Hessen. Op 11 februari 1919 werd deze raad op zijn beurt vervangen door een gekozen landdag. 
De hoofdstad van de staat was Darmstadt.  De republiek had drie provincies: Oberhessen met als hoofdstad Gießen, Starkenburg met als hoofdstad Darmstadt en Rijn-Hessen met als hoofdstad Mainz. De vrijstaat was 7.692 km² groot en de vrijstaat had 1.347.279 inwoners. Twee derde van de inwoners was protestant en een derde was katholiek. Volgens de Vrede van Versailles werd 40% van het territorium, vooral de provincies Opper-Hessen en Starkenburg, tot 30 juni 1930 bezet door het Franse Leger.
Na de Tweede Wereldoorlog werden de provincies Oberhessen en Starkenburg onderdeel van de Amerikaanse bezettingszone. Rijn-Hessen, aan de linkeroever van de Rijn, werd onderdeel van de  Franse bezettingszone. Op 19 september 1945 creëerde de Amerikaanse militaire regering uit de Vrijstaat Hessen samen met de voormalige Pruisische provincie Hessen-Nassau  de nieuwe staat van Hessen, Groot-Hessen geheten.  Op 1 december 1946 werd Groot-Hessen hernoemd tot Hessen en tot een deelstaat van de federale staat West-Duitsland gemaakt. Het door de Fransen bezette gebied werd onderdeel van Rijnland-Palts, een deelstaat van de federale staat West-Duitsland.

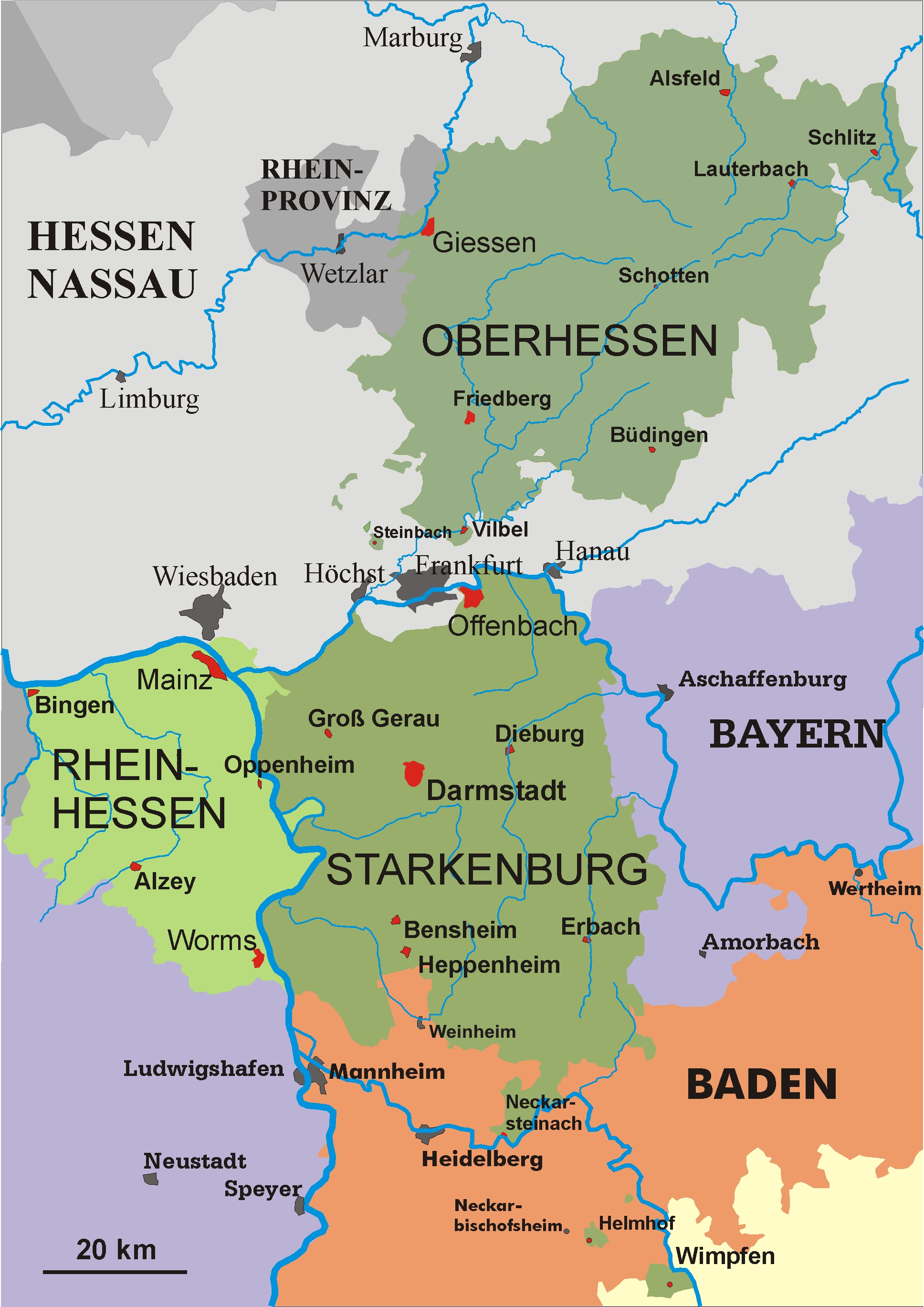
De gebieden van de Voksstaat Hesse in 1930: Oberhessen, Starkenburg en Rheinhessen

## Bestuurlijke indeling (1819-1945)
Hessen bestond uit drie provincies:
- Starkenburg - rechts van de Rijn en zuidelijk van de Main (residentie: Darmstadt)
- Rijn-Hessen - links van de Rijn (residentie: Mainz)
- Opper-Hessen - noordelijk van de Main (residentie: Gießen)

### Staatsministers
- 1819-1829: Karl Ludwig Wilhelm von Grolman
- 1829-1848: Karl Wilhelm Heinrich du Bos du Thil
- 1848: Heinrich von Gagern
- 1848: Carl Wilhelm Zimmermann
- 1848-1850: Heinrich Carl Jaup
- 1850-1871: Reinhard Karl Friedrich von Dalwigk zu Lichtenfels
- 1871-1872: Friedrich von Lindelof
- 1872-1876: Karl Wilhelm Hofmann
- 1876-1884: Philipp Gustav August Julius Rinck gen. Freiherr von Starck
- 1884-1898: Jakob Finger
- 1898-1906: Carl Friedrich Burkhard Rothe
- 1906-1918: Christian Wilhelm Karl von Ewald

### Staatspresidenten
- 1918-1928: Karl Ulrich
- 1928-1933: Bernhard Adelung
- 1933-1933: Heinrich Joseph Philipp Müller
- 1933-1933: Ferdinand Werner
- 1933-1935: Philipp Wilhelm Jung
- 1935-1945: Jakob Sprenger (ook Rijksstadhouder)